# Подкалиберные боеприпасы

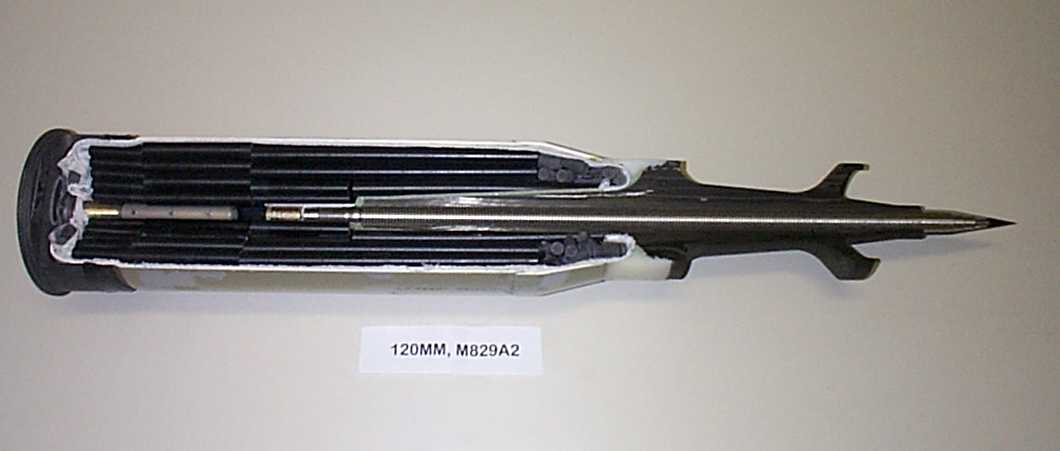
120mm БОПС США M829A2

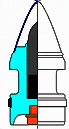
БПС с неотделяющимся поддоном катушечной формы

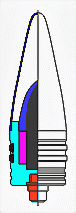
БПС с неотделяющимся поддоном баллистической формы

Подкалиберные боеприпасы — боеприпасы, диаметр боевой части (сердечника) которых меньше диаметра ствола. 
Подкалиберные боевые припасы чаще всего используются для борьбы с бронированными целями. Увеличение бронепробиваемости по сравнению с обычными (т.е. калиберными) бронебойными боевыми припасами происходит за счёт увеличения начальной скорости боевого припаса и удельного давления в процессе пробития брони. Для изготовления сердечника используются материалы с наибольшим удельным весом — на основе вольфрама, обеднённого урана и другие. Для стабилизации полёта у современных подкалиберных боевых припасов, как правило, используется оперение.

## Описание

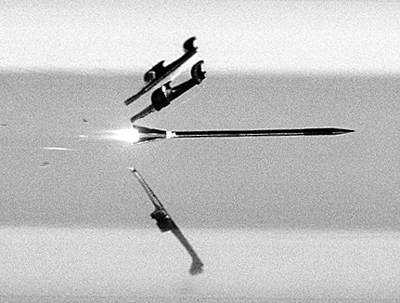
Подкалиберный оперённый бронебойный снаряд. Процесс отделения секторов поддона

Подкалиберные бронебойные снаряды предназначены для поражения сильнобронированных объектов, в частности, танков. Такой снаряд, как правило, не имеет ни взрывателя, ни разрывного заряда взрывчатого вещества; его бронепробивное действие целиком обусловлено кинетической энергией снаряда. 
Подкалиберный бронебойный снаряд состоит из корпуса катушечной или иной формы (поддона), в который вставляется тяжёлый сердечник диаметром обычно примерно в три раза меньше калибра орудия. Материалом для сердечника служат металлокерамические твёрдые сплавы, обладающие высокой прочностью и твёрдостью. В середине XX века эту роль преимущественно выполнял карбид вольфрама, позднее получили распространение тяжелосплавные сердечники из обеднённого урана или сплавов вольфрама. Поддон обеспечивает удержание сердечника в стволе и служит своеобразным поршнем, принимая на себя давление газов при выстреле, тем самым обеспечивая разгон всего снаряда. За счёт меньшей, чем у обычного бронебойного, массы снаряда, дульная скорость подкалиберного боеприпаса значительно вырастает (по некоторым данным, до 1 700 м/с против 800 — 1 000 м/c), что обеспечивает увеличение бронепробиваемости.
При ударе снаряда в броню массивный сердечник пробивает в ней отверстие небольшого диаметра, его кинетическая энергия при этом частично расходуется на разрушение брони, но большей частью переходит в тепловую. Раскалённые до высоких температур осколки сердечника и брони летят в заброневое пространство расходящимся конусом, поражая экипаж танка, выводя из строя механизмы и оборудование и создавая многочисленные очаги возгорания. Кроме этого, сердечники из обеднённого урана из-за своей высокой пирофорности при разрушении самовозгораются.
По своему действию подкалиберные бронебойные снаряды обладают существенно большей бронепробиваемостью, чем калиберные бронебойные снаряды.
В ходе операции «Буря в пустыне» танковые части ВС США в составе войск коалиции с помощью бронебойного снаряда М829 — подкалиберного снаряда на обеднённом уране — поражали цели на дистанциях до 3 000 метров.

## Разновидности
Существуют различные виды конструкции подкалиберных боевых припасов:
- С неотделяющимся поддоном (англ. Armour-piercing, composite rigid, сокр. APCR) — представляют собой тело снаряда из лёгкого металла с твердосплавным сердечником. Весь полёт до цели такой снаряд проходит как единое целое, а в процессе пробивания бронезащиты цели участвует только сердечник, отделяющийся от поддона  при столкновении с броней. Сравнительно большое аэродинамическое сопротивление (как у обычного бронебойного снаряда) при небольшой массе приводит к существенному падению бронепробиваемости и точности с расстоянием.
- С неотделяющимся поддоном, для использования с коническим стволом (англ. Armour-piercing, composite non-rigid, сокр. APCNR) — конструкция поддона обеспечивает его смятие при прохождении по коническому стволу специальной конструкции, за счёт чего уменьшается площадь поперечного сечения снаряда и снижается аэродинамическое сопротивление.
- С отделяющимся поддоном (англ. Armour-piercing, discarding-sabot, сокр. APDS) — конструкция снаряда после выхода из ствола обеспечивает срыв поддона с сердечника набегающим потоком воздуха или, в случае нарезного орудия, центробежной силой. За счёт небольшого диаметра сердечника обеспечивается низкое сопротивление воздуха при полёте.
- Бронебойный оперённый подкалиберный снаряд (англ. Armour-piercing, fin-stabilized, discarding-sabot, сокр. APFSDS, рус. БОПС) — подкалиберный снаряд с отделяющимся поддоном, где для обеспечения устойчивости полёта и повышения кучности сердечник снабжают небольшим оперением.